# Jorge Zentner
Jorge Zentner (Basavilbaso, Entre Ríos, Argentina, 1953) es un escritor y guionista de historietas argentino, creador del personaje Dieter Lumpen.

## Biografía
Nacido en el seno de una familia judía que había emigrado a Argentina desde Europa del Este a principios del siglo XX. Zentner se interesa desde su infancia por el cómic y la literatura. Uno de los autores que le dejan una impronta más honda es el argentino nacido en Uruguay Horacio Quiroga.
A los diecisiete años se traslada a la ciudad de La Plata, capital de la provincia de Buenos Aires,  donde trabaja como periodista en el diario El Día y en emisoras de radio y, por un breve tiempo, en la librería y distribuidora de revistas culturales Dafe, pero a los 24 años (en 1977) Zentner, simpatizante de la izquierda peronista, se ve obligado a exiliarse a causa de la dictadura.
Viaja por Francia e Israel, y termina instalándose en Sitges, cerca de Barcelona, donde realiza varios trabajos relacionados con la escritura. Por esa época conoce al guionista de historietas argentino Carlos Sampayo, quien lo introduce en el mundo de la historieta. 

### Obras
Sus primeros trabajos en este campo son para la serie El agente de la Nacional, que habían comenzado el propio Sampayo y Jorge Schiaffino. Más adelante colabora en la adaptación al cómic de la serie televisiva Ulises 31.
En 1981 se asocia con el dibujante Rubén Pellejero, con el que crea series como Las memorias de Monsieur Griffaton (1982) e Historias en FM (1983), ambas aparecidas en la revista española de historieta Cimoc. Al mismo tiempo que esta última, aparece, también en Cimoc, Historias frías, con guion de Zentner y dibujos de Tha.
El éxito llegaría de la mano de otra colaboración con Pellejero, publicada en la revista Cairo: Las aventuras de Dieter Lumpen (1985), incursión del tándem Pellejero/Zentner en el género de aventuras, de la que se publicarían varios álbumes. Al principio se trataba de historias cortas en blanco y negro, de ambientación exótica, protagonizadas por un clásico antihéroe al estilo de Corto Maltés, pero pronto el personaje se consolida y los autores emprenden la realización de álbumes completos en color sobre sus andanzas, como Enemigos comunes y Caribe.
En 1989 Zentner se instala en Toulouse, Francia, y realiza, en colaboración con Pellejero o con otros autores, varios títulos para el mercado francés, la mayoría de los cuales no llegan a editarse en países de habla castellana.
A principios de la década de 1990 publica sus dos únicos textos literarios hasta la fecha: las colecciones de relatos Informes para Mertov (1991) y Mertov (1993). Con motivo del quinto centenario de la invasión de América, escribe en 1992 los guiones de varios álbumes sobre el tema dibujados por Pellejero, Mattotti y Carlos Nine.
Poco después aparece la última historia de Dieter Lumpen, El precio de Caronte, en la revista Top Comics, pero la obra más importante de Zentner y Pellejero en estos años es El silencio de Malka, álbum en el que Zentner cambia de registro, abandonando el cómic de aventuras por un tipo de historieta más anclado en la realidad y con una importante dimensión lírica. La obra obtiene un gran éxito, sobre todo en Francia, donde en 1997 es galardonada con el premio Alph-Art al mejor álbum extranjero del Festival del Cómic de Angulema.
En los últimos años ha continuado trabajando con Rubén Pellejero (el álbum Tabú -1999-, y la serie de dos volúmenes Âromm -2003-), y ha realizado también guiones para otros autores, como Mattotti (El rumor de la escarcha, 2002) o David Sala (Replay).
Su álbum Tabú obtuvo en 2001 el premio al mejor guion en el Salón del Cómic de Barcelona.

## Principales obras de historieta

### Con Rubén Pellejero
- Aventuras de Dieter Lumpen

1. Las aventuras de Dieter Lumpen, Norma Editorial.
2. Enemigos comunes, Norma Editorial.
3. Un puñal en Estambul, Norma Editorial, 1989
4. Caribe, Norma Editorial.
5. El precio de Caronte (inédito en España en formato álbum; publicado en 1998 en formato comic-book por Planeta DeAgostini).

- El silencio de Malka, Ediciones Glénat, 1995.
- Tabú, Ediciones Glénat, 2000.
- Âromm 1: Destino nómada, Ediciones Glénat.
- Âromm 2: Corazón de estepa, Ediciones Glénat.

### ConLorenzo Mattotti
- Caboto, Ediciones Glénat.
- El rumor de la escarcha, Planeta De Agostini, 2002.

## Premios y distinciones
- 1986 Premio Haxtur "Mejor Historia Corta" en el Salón Internacional del Cómic del Principado de Asturias Gijón
- 1996 Nominado al Premio Haxtur "Mejor Historia Larga" en el Salón Internacional del Cómic del Principado de Asturias Gijón

- Datos: Q509811